# بخش چیساگو لیک، شهرستان چیساگو، مینه سوتا
بخش چیساگو لیک (به انگلیسی: Chisago Lake Township) یک منطقهٔ مسکونی در ایالات متحده آمریکا است که در شهرستان چیساکو، مینه‌سوتا واقع شده‌است.
 بخش چیساگو لیک ۱۳۶٫۲ کیلومتر مربع مساحت و ۴٬۶۵۶ نفر جمعیت دارد و ۲۷۲ متر بالاتر از سطح دریا واقع شده‌است.